# Víctor Ochoa

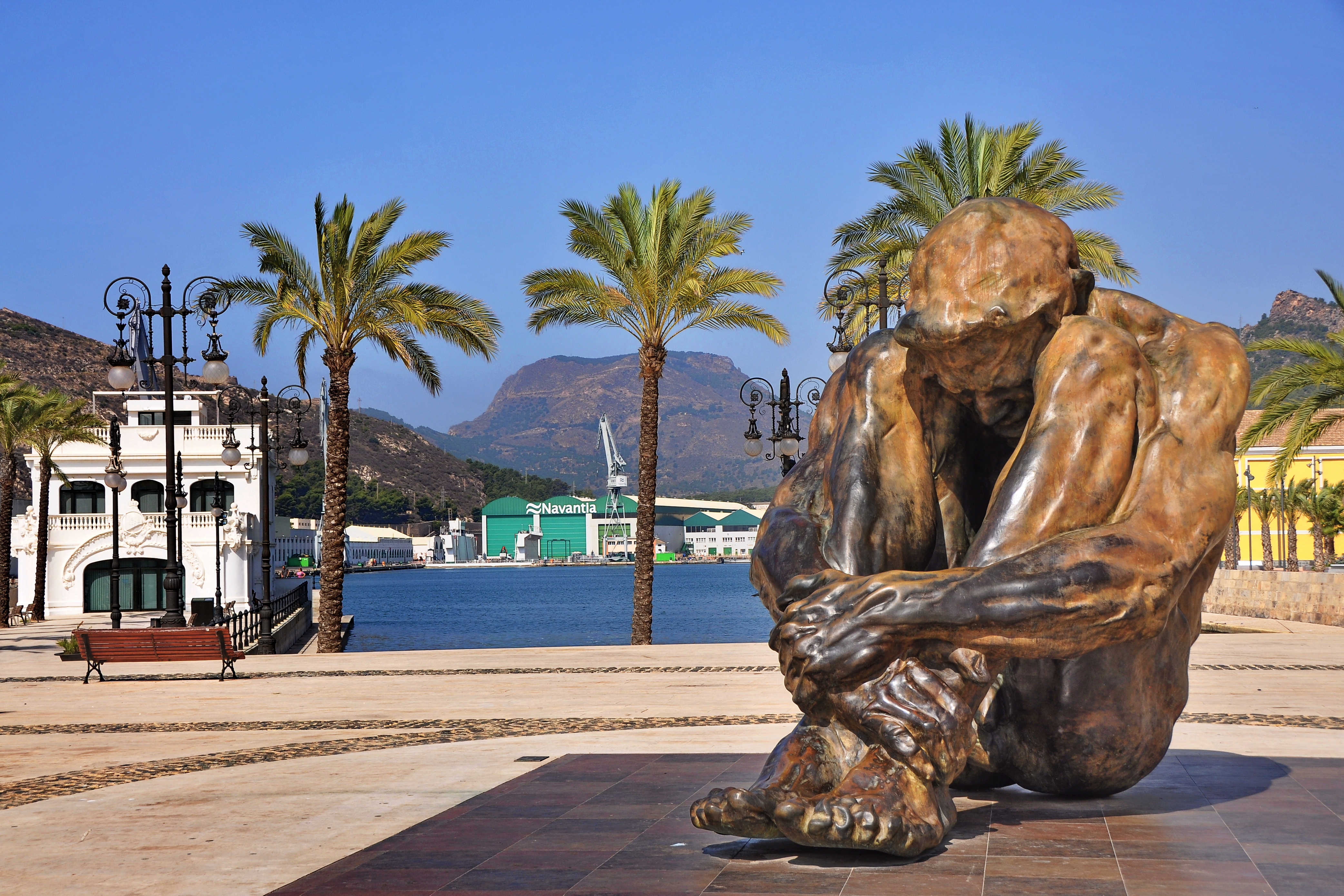
El Zulo, monumento a las víctimas del terrorismo en Cartagena.

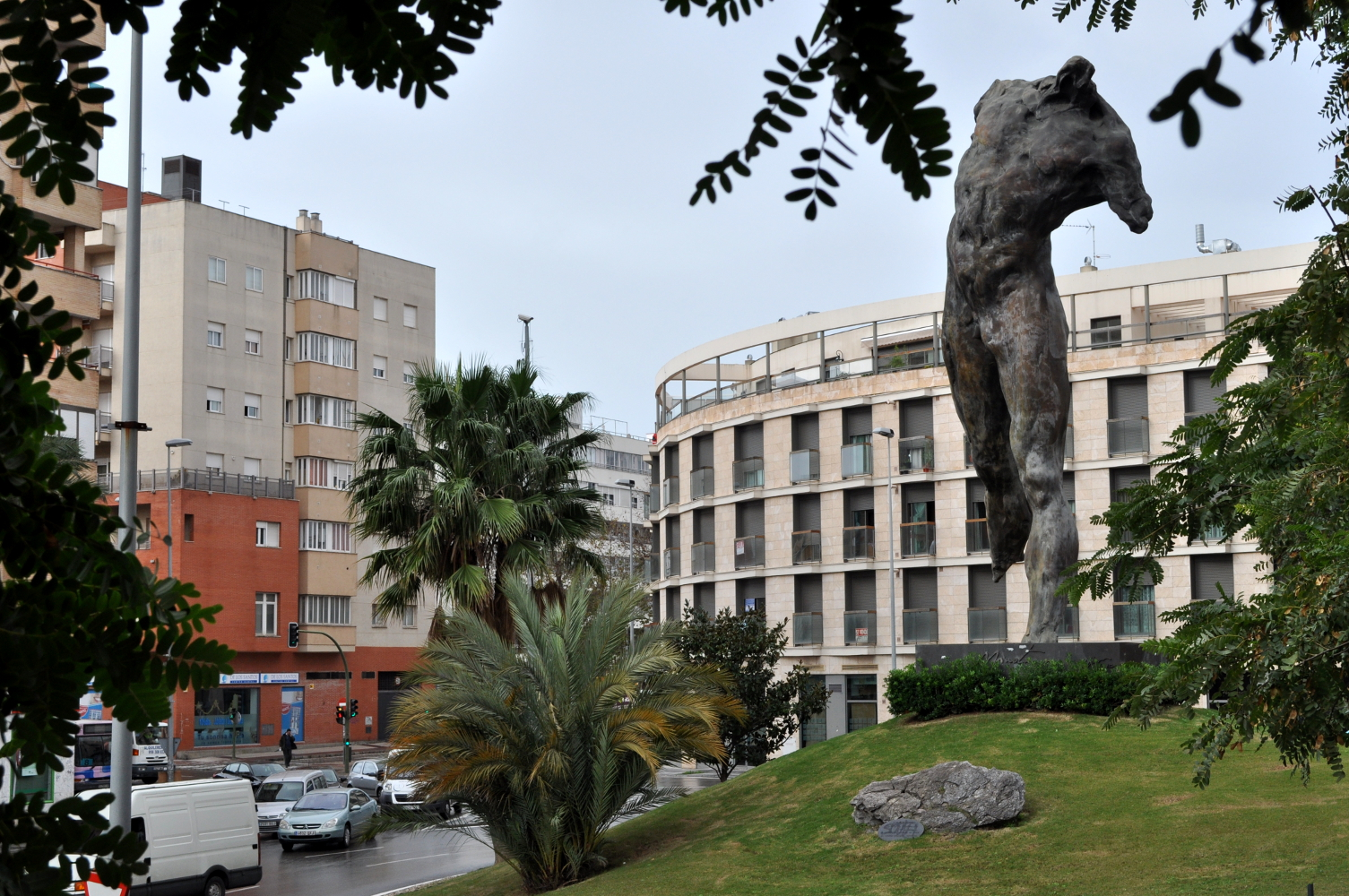
El Minotauro, en Jerez de la Frontera.

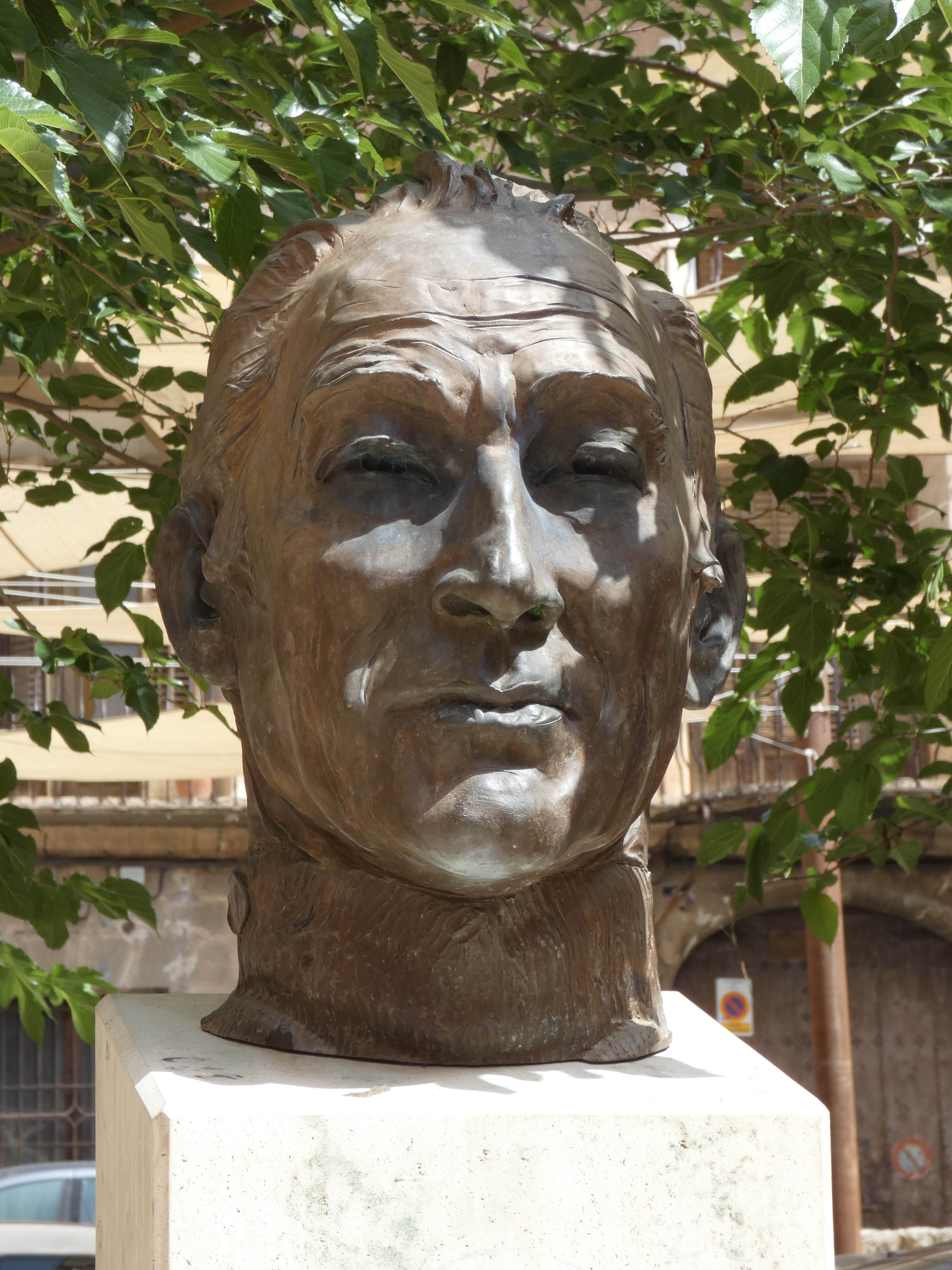
Busto de Antonio Mingote en Daroca, Aragón.

Víctor Ochoa Sierra (Madrid, España, 11 de enero de 1954) es un escultor español.

## Carrera profesional
Estudió Arquitectura en la ETSAM, donde obtuvo el título de Arquitecto en el año 1979. Durante los años de estudios universitarios, y tras la consecución de su titulación, llevó a cabo otros estudios como los realizados en el Círculo de Bellas Artes, o en la Escuela de Artes y Oficios, interesándose por los campos de la fotografía, el ensayo, la zoología, la anatomía, Artes y Oficios.
En el año 1980 inicia estudios de Ciencias Naturales, y recibe una beca de dibujante naturalista en las Islas Galápagos, Llanos de Venezuela y jungla amazónica. Durante estos años reside, escribe y dibuja en diferentes países, como Londres, París, Nueva York y Madrid.
En 1982 inicia sus estudios en la Universidad de Bellas Artes de Sant Jordi (Barcelona), donde comienza a formarse en modelado en barrio. Luego de tres meses después recibe su primer encargo, un busto de bronce. Compagina sus estudios de Belllas Artes con los de Anatomía y Disección, en el Hospital Clínico de Barcelona..
Es autor de retratos de personajes ilustres, entre los que se cuentan el rey Juan Carlos I, Severo Ochoa, Santiago Ramón y Cajal, Camilo José Cela, Goya, el expresidente de Ecuador León Febres-Cordero…

## Actividad artística

### Exposiciones
1990
Galería Sotogrande, Cádiz
Taurina Hotel Ercilla, Bilbao
Galería Serrano, Madrid
1991
Arte Santander, Santander, Cantabria
1992
Expo '92, Sevilla
1993
Art Miami, EE. UU.
1996
"XX esculturas de S.M. el Rey D. Juan Carlos, Madrid.
1997
"Goya, una imagen revivida", Deutsche Bank, España.
1998
700 Aniversario Grimaldi, Mónaco. Exposición Colectiva.
2000
Tefaf. Feria - Maastrich, Holanda.
2001
Génesis de la escultura, Las Palmas de Gran Canaria.
"Mitologías", Las Palmas de Gran Canaria.
Tefaf. Feria - Maastrich, Holanda.
2002
"Mitologías", Exposición Monumental. Malcesine, Lago di Garda, Italia.
Exposición Colectiva Scultura & Scultori, Pietrasanta, Italia.
Tefaf. Feria - Maastrich, Holanda.
2006
Exposición de Dibujo. Galería Ángeles Penche. Madcrid.
2009
Tefaf. Feria - Maastrich, Holanda.
2010
Exposición Casa Decor, Madrid.
Exposición Galería Arte Inversión, Boadilla del Monte. Madrid.

### Obras públicas
- Monumento a Ignacio Casariego, 1983, Oviedo.[2]
- Monumento a Severo Ochoa, 1984, Museo de las Ciencias, Valencia.[1][2]
- Monumento a Ignacio herrero. Banco Herrero, Oviedo.[2]
- Mascarón de proa, 1986, EE.UU.[1][2]
- Araluce. Bustos Conmemorativos. Bronces. C.O.A.V. Bilbao.[2][3]
- Inundaciones del País Vasco, 1987, Bilbao.[1][2]
- Monumento a Ricardo Vázquez Prada, 1988, Oviedo.[1][2][3]
- Monumento a Paquirri, 1989, Sevilla.[1][2]
- Panteón D. R. Baldorioty de Castro, 1991. Bronce sobre granito. Ponce de León, Puerto Rico.[2][3]
- Leones Monumentales en Bronce sobre puente. 1991. Ponce de León,  Puerto Rico.[2][3]
- Monumento a Severo Ochoa y Ramón y Cajal, 1992, Calle Serrano, Madrid.[1][2][3]
- Ballajá, 1992, San Juan, Puerto Rico.[1][2][3]
- Monumento a Camilo José Cela, 1993, Universidad Complutense de Madrid, Madrid.[1][2][3]
- Monumento al cardenal Cisneros, 1993, Madrid.[1][2][3]
- Monumento a Don Juan. Plaza y Escultura. 1994. Granito, Bronce y Acero Inoxidable, Campo de las Naciones. Madrid.[1][2][3]
- Fauno, 1995, Sant Boi de Llobregat, Barcelona.[1][2][3]
- Monumento al Padre Velaz, 1995, Caracas, Venezuela.[1][2][3]
- Don Juan de Borbón. Plazoleta y escultura.1996 Bronce. Puerto Banús, Málaga.[1][2][3]
- Monumento al General  Sabino Fernández Campo, 1997, Parque de San Francisco, Oviedo.[1][2][3]
- Monumento a Francesc Cambó, 1997, Vía Layetana. Barcelona.[1][2][3]
- Monumento a Francisco de Goya, 1997, Calle Goya, Madrid.[1][2][3]
- S.M. El Rey. Bronce.1997. Palacio de la Zarzuela. Madrid.[1][2][3]
- S.M. El Rey. Bronce. 1997.  Universidad Juan Carlos I. Madrid.[1][2][3]
- S.M. El Rey. Bronce. 1997. Palacio de Oriente. Madrid.[1][2][3]
- S.M. El Rey. Bronce. 1997. Antigua Casa de Correos. Madrid.[1][2][3]
- Monumento a S.M. Alfonso XIII, 1998, Real Federación Española de Fútbol. Madrid.[1][2][3]
- Goya con coleta, 1998, Concejalía de Cultura, Comunidad de Madrid.[1][2][3]
- A La Rioja, 2000.[1]
- Monumento a Alfredo Kraus, 2001, Auditorio de Las Canteras, Las Palmas de Gran Canaria.[1][2][3]
- Máscara  Camilo José Cela, Fundación C.J.C. La Coruña, 2002, La Coruña.[1][2][3]
- Monumento al flamenco, 2002, Jerez de la Frontera, Cádiz.[1]
- Minotauro, 2003, Jerez de la Frontera, Cádiz.[1][2][3]
- Monumento a Lola Flores, 2003, Jerez de la Frontera, Cádiz.[1][2][3]
- Monumento a Miguel Ángel Sanz, Bronce. 2004.  Aldeanuela de Ebro. Rioja.[2][3]
- Monumento Fragua de Vulcano. 2005. Plaza y Monumento en Bronce y Mármol, Guayaquil, Ecuador.[2][3]
- Homenaje a los Premios Nobel, Santiago Ramón y Cajal y Severo Ochoa. 2007. Bronces. Porticada del CSIC, Madrid.[2][3]
- Monumento Astrapo. 2008. Bronce. Escultura conmemorativa del centenario de la compañía de  Electricidad, Jesús Bárcena.  Fundación particular, Valdepeñas.[2][3]
- Monumento 200. Bronce. 2008. Monumento homenaje al II Centenario de la Batalla de Bailén. Valdepeñas. Ciudad Real.[2][3]
- Monumento a Severo Ochoa. 2008. En el Centro de Biología Molecular Severo Ochoa de la Universidad Autónoma de Madrid, Campus de Cantoblanco de la UAM.[2][3]
- Monumento a las víctimas del terrorismo El Zulo. 2009. Cartagena.[2][3]
- Busto de Antonio Mingote. 2013. En Daroca, Aragón.[5]
- Escultura dedicada a Miguel de la Quadra-Salcedo, 2018, Ciudad Universitaria de Madrid.[6]
- Héroes del covid-19. 2022. En Real Casa del Correo, Madrid.[7]

### Otras esculturas
- Ruiz y Ruiz Torso. Bronce. 1987. Abadía Boogen. Villarcayo. Burgos.[2][3]
- Retratos de Familia. 1989. Sarasola. Bronces. Colección Particular. Madrid.[2][3]
- Grito.  Bronce. 1990. Colección Particular. Madrid.[2][3]
- Román Baldorioty de Castro, 1991, Ponce, Puerto Rico.[1][2]
- Fauno,  Bronce. 1995. Sant Boi. Barcelona.[2][3]
- Ninfa. Bronce. 1999. México D.F.[2][3]
- H. H. Thyssen, 1999, Madrid.[1][2]
- Vinea. Bronce. 2000. Figura homenaje. Bodegas. Valladolid.[1][2]
- Deseo, grupo escultórico. Bronce 2004. México D.F.[1][2]
- Antinoo. Esculturas Bronce. 2006. Colección particular. Madrid.[1][2]
- Lujuria.  Bronce. 2007. Sede diario La Tribuna. Salamanca.[2][3]
- Rehén. Bronce. 2007.  Museo – Palacio Los Serrano,  Ávila.[2][3]
- Torso Minotauro Bronce. 2007. Globalia. Madrid.[2][3]
- Torso. Aluminio. 2007. Hugo Boss. Madrid.[2][3]
- Incubus. Bronce (2,2m.) 2007. Colección particular. Ibiza.[2][3]

### Proyectos, concursos y premios
2009
Premio a los Valores Constitucionales, Ayuntamiento de Madrid.
Proyecto Febres Cordero, Guayaquil, Ecuador.
Proyecto Monunmental Jonás, (18 m. material sinterizado). Castellón.
2008
Premios Paquiro y Valle Inclán de El Cultural y El Mundo organizados y  presididos por Luis María Ansón y Pedro J. Ramírez.
2005
Inicio Proyecto homenaje a Guayaquil – Río Guayas, Ecuador (Edificio y   esculturas).
Proyecto Concurso Homenaje a las Víctimas del 11‐M.
2004
Proyecto Concurso 11 S, Nueva York.
2003
Inicio proyecto “Centauro”, Plaza y Monumento. (17m.). Jerez de la Frontera.
2002
Inicio del Proyecto “Jonás”, Escultura‐Edificio (180m.)
Proyecto Mástil escultórico para J.C Decaux, París, Francia.
2000
III Milenio. Torre. Proyecto concurso. Puerto Rico.
1999
Minotauro y Laberinto, Proyecto Concurso – Vitoria.